# Mads Ø. Nielsen

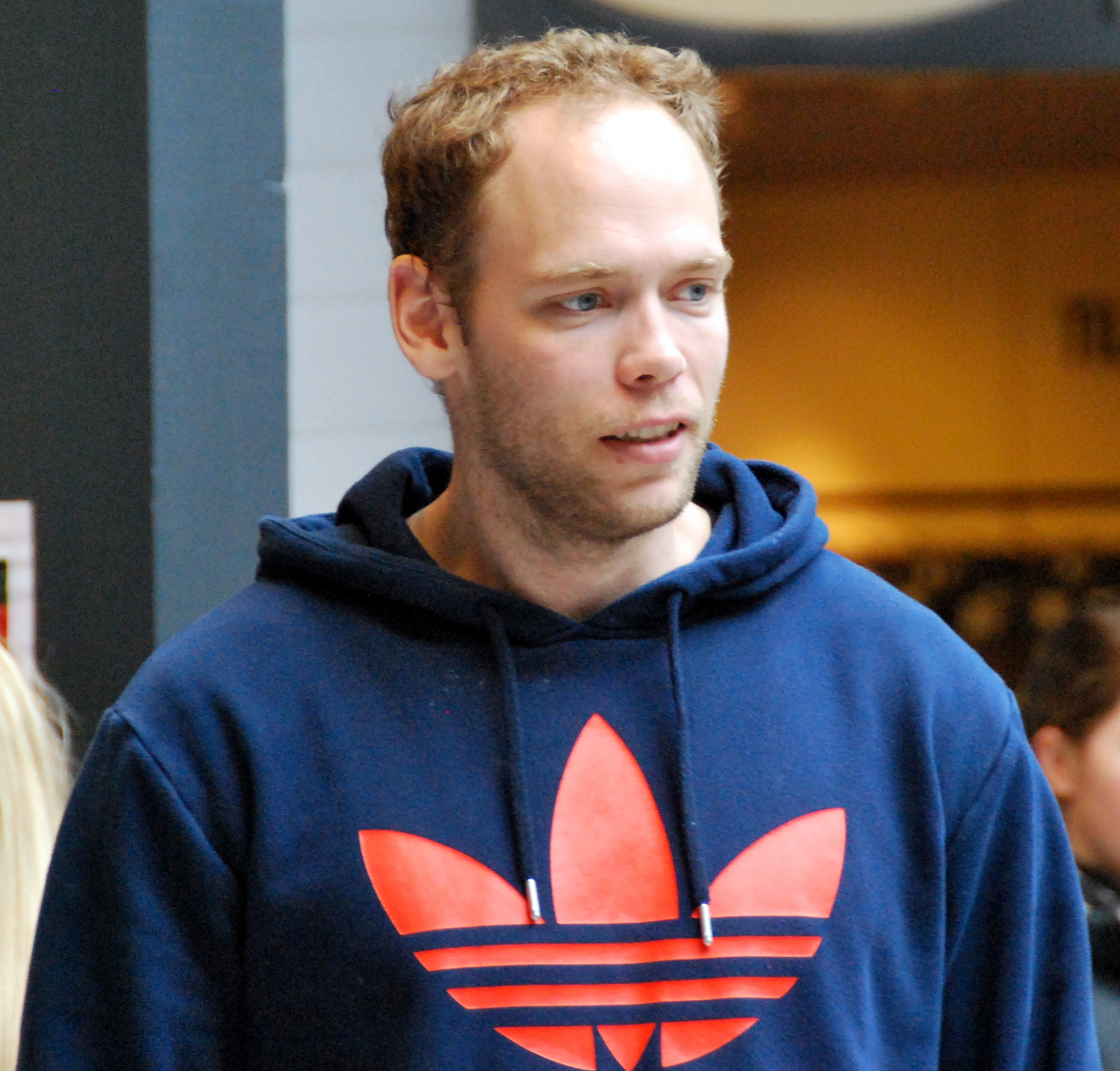
Mads Ø. Nielsen im Jahre 2012

Mads „Ø.“ Øris Nielsen (* 17. März 1981 in Bjerringbro) ist ein ehemaliger dänischer Handballspieler.
Der 1,97 Meter große und 100 Kilogramm schwere Rückraumspieler stand mehrere Jahre beim Verein Bjerringbro-Silkeborg-Voel KFUM unter Vertrag. Im Sommer 2014 schloss er sich Skive fH an. Im Sommer 2017 kehrte er zu Bjerringbro-Silkeborg zurück. Nach der Saison 2020/21 beendete er seine Karriere.
Mads Øris Nielsen bestritt 27 Länderspiele für die dänische Nationalmannschaft, in denen er 53 Treffer erzielte. Er spielte bei der Handball-Weltmeisterschaft der Herren 2009 in Kroatien.
Sein jüngerer Bruder Nikolaj Øris Nielsen spielt ebenfalls Handball.